# Bjarne Johnsen
Bjarne Johnsen, född 27 april 1892, död 4 september 1984, var en norsk gymnast.
Johnsen tävlade för Norge vid olympiska sommarspelen 1912 i Stockholm, där han var med och tog guld i lagtävlingen i fritt system. 